# Église Notre-Dame de Comps
L'église Notre-Dame de Comps est une église située aux Ancizes-Comps, en France.

## Localisation
L'église est située dans le département français du Puy-de-Dôme, sur la commune des Ancizes-Comps.

## Historique
L'édifice date des XIe – XIIe siècles. Il est classé au titre des monuments historiques en 1961.